# Museo Arqueológico de Gaziantep
El Museo Arqueológico de Gaziantep (en turco Gaziantep Arkeoloji Müzesi) es uno de los museos de Turquía. Está ubicado en la ciudad de Gaziantep, situada en la provincia de su mismo nombre. 

## Historia
Este museo se creó en 1944 y en 1969 se trasladó a un edificio de la calle İstasyon. Ante la falta de espacio, la importante colección de mosaicos se trasladó a un nuevo museo construido específicamente para ellos, mientras el museo arqueológico pasó por un periodo de reformas para ampliar y modernizar el espacio, hasta que se produjo su reapertura en 2017.

## Colecciones
El museo contiene una colección de objetos relacionados con la historia natural y la arqueología de la región. El sector arqueológico abarca periodos comprendidos entre el Paleolítico y el periodo de formación de la república.
La exposición se inicia con la información sobre la historia natural de la región, que incluye fósiles, rocas y huesos del extinto elefante de Maraş. Continúa con hallazgos pertenecientes al Paleolítico, Neolítico, Calcolítico y la Edad del Bronce. Entre las piezas más destacadas se encuentran los objetos del periodo neohitita, en particular los procedentes de la ciudad de Carquemis. Algunos de los ortostatos que se exponen en el museo son réplicas de los que se conservan en el Museo de Ankara. En otro sector del museo se exponen las piezas de la Edad del Hierro, el periodo persa y la época del reino de Comagene. Entre las piezas de diversos periodos históricos se hallan las que proceden de la ciudad de Dülük. Por otra parte se encuentran los objetos pertenecientes a los periodos clásico, helenístico, romano, islámico y del imperio otomano. Muchos de estos proceden de la antigua ciudad de Zeugma.
|                                                 |
| Carro de arcilla de la Edad del Bronce Temprana |

|                                                                                |
| Un sello cilíndrico junto con la estampa producida por la impresión del sello. |

|                          |
| Estatuas de época romana |